# Le Mans Daytona h

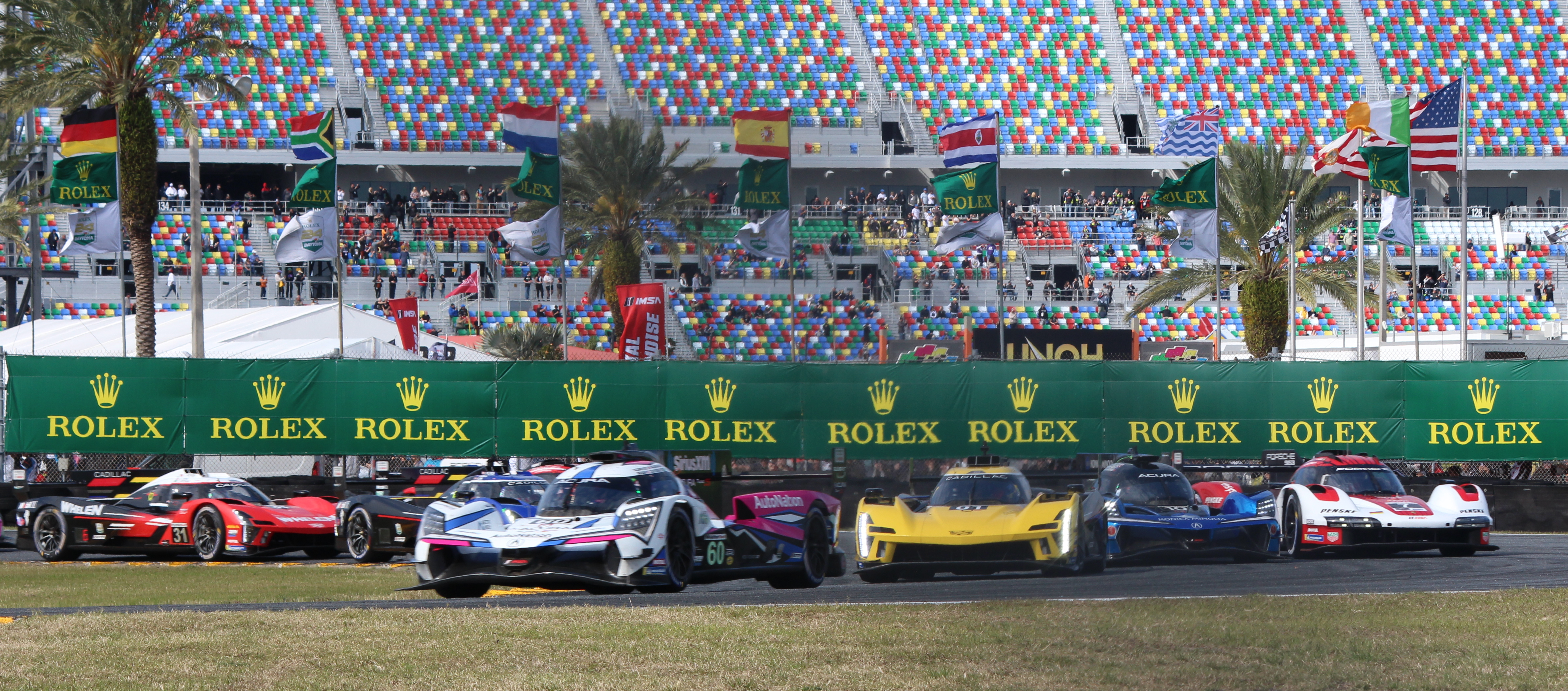
I prototipi Le Mans Daytona h alla partenza della 24 Ore di Daytona 2023.

Una Le Mans Daytona h (abbreviata in LMDh) è una vettura da competizione costruita per gareggiare nella classe regina del Campionato IMSA WeatherTech SportsCar e del campionato del mondo endurance. Sono vetture di tipo Sport Prototipo biposto, pensate per sostituire le vetture di classe Daytona Prototype International (DPi) dal 2022.
I regolamenti LMDh sono stati creati congiuntamente dall'International Motor Sports Association (IMSA), dall'Automobile Club de l'Ouest (ACO) e dalla Federazione Internazionale dell'Automobile (FIA), per consentire alle vetture di gareggiare insieme alle vetture di classe Le Mans Hypercar nel campionato del mondo endurance.

## Regolamenti tecnici
La categoria sarà alternativa, con un bilanciamento delle prestazioni, alla classe Le Mans Hypercar (LMH). Come per la precedente classe LMP2, le auto utilizzate dalle squadre dovranno avere dei telai prodotti da Dallara Automobili, Ligier, Oreca e Riley Technologies. e non ci saranno vincoli di omologabilità stradale, a differenza delle LMH.
L'obiettivo della classe LMDh è quello di creare prototipi da 1 milione di euro, infatti per questo FIA, ACO e IMSA hanno scelto Bosch Motorsport come fornitore di alcune componenti tecnologiche del veicolo come il sistema di frenata rigenerativa brake-by-wire, l'inverter e altre parti elettroniche.
Bosch Motorsport si occuperà anche di realizzare un unico software informatico di gestione della potenza ibrida intelligente che gestisce la distribuzione della coppia tra motore termico (Internal Combustion Engine, ICE) e il motore elettrico. In più IMSA ha confermato che il fornitore del cambio sarà Xtrac (già presente in passato nelle categorie Prototype Challenge, DPI e LMP2), il reparto di ricerca e sviluppo della squadra di Formula 1 Williams Racing (Williams Advanced Engineering, WAE) fornirà le batterie per alimentare il sistema ibrido.

### Tabella
| Lunghezza massima             | 5100 mm             |
| larghezza massima             | 2000 mm             |
| passo massimo                 | 3150 mm             |
| area frontale minima          | -                   |
| peso minimo                   | 1030 kg             |
| peso minimo del motore        | 180 kg              |
| cilindrata                    | nessuna restrizione |
| potenza massima               | 500 kw (679,8 cv)   |
| diametro ruota massimo        | -                   |
| larghezza massima della ruota | -                   |

### Omologazioni
Le vetture della categoria Le Mans Daytona h devono essere omologate per un minimo di 5 anni.

## Vetture LMDh
| Costruttore     | Modello     | Anno | Campionati | Note                                |
| --------------- | ----------- | ---- | ---------- | ----------------------------------- |
| Acura           | ARX-06      | 2023 | IMSA       | basata sul telaio Oreca 07          |
| Alpine          | A424        | 2024 | WEC        | basata sul telaio Oreca 07          |
| BMW             | M Hybrid V8 | 2023 | IMSA, WEC  | basata sul telaio Dallara P217      |
| Cadillac        | V-Series.R  | 2023 | IMSA, WEC  | basata sul telaio Dallara P217      |
| Lamborghini     | SC63        | 2024 | IMSA, WEC  | basata sul telaio Ligier JS P217    |
| Porsche         | 963         | 2023 | IMSA, WEC  | basata sul telaio Multimatic Mk. 30 |
| Ford            | da definire | 2027 | WEC        | basata sul telaio Oreca 07          |
| Hyundai-Genesis | GMR-001     | 2026 | WEC, IMSA  | basata sul telaio Oreca 07          |
| McLaren         | da definire | 2027 | WEC        | basata sul telaio Dallara P217      |